# Rin (manga)
Rin (リン), typographié RiN, est un shōnen manga de Harold Sakuishi, prépublié dans le magazine Monthly Shōnen Magazine entre décembre 2012 et avril 2016 et publié par l'éditeur Kōdansha en un total de 11 volumes reliés sortis entre janvier 2013 et mai 2015. La version française est éditée en intégralité par Delcourt.

## Personnages
Norito Fushimi ( 伏見憲人 , Fushimi Norihito )

son plus grand rêve ? Être mangaka. Il débute donc chez taurus (magazine fictif du manga) avec son tout premier manga qui se fait rejeter. Pourtant, d'autres personnes remarquent son talent comme Asuna Honda, une amie d'une autre classe et Mutô, son futur imprésario. Il débute donc dans le concours Sawamura et finit par décrocher la quatrième place sous le pseudonyme de Kinosuke Fushimi. Norito est souvent représenté comme froussard ou bien timide, pas très sociable. Il noue pourtant d'étroites relations avec ses camarades mangaka en particulier Rin Ishidô.
Asuna Honda ( 本田明日菜 , Honda Ashitana )
une amie de Norito qui admire son travail. C'est d'ailleurs elle qui servira de modèle dans le manga de Norito nommé Le nouvel élève venu des favelas. D'apparence assez jolie et du fait qu'elle soit amie avec Norito, certaines personnes semblent plutôt jalouses de leur relation.
Kaito Taki ( 滝海人 , Taki Kaijin )
un camarade mangaka de Norito. C'est lui qui a gagné le premier prix dans le concours Sawamura. D'apparence très mature et narcissique, il est des fois toujours en train de blaguer. Son talent se fait vite remarquer par les éditeurs de Taurus.
Shûsei Nishigushi ( 西串秀星 , Nishikushi Shūsei )
encore un autre camarade mangaka de Norito. Malgré ses apparences, il a en réalité 27 ans alors que Kaito et Norito sont encore mineurs. Il est prêt à tout pour de l'argent.
Hanako Nishigaitsu ( 西貝津華子 , Nishikaidzu Hanako )
une mangaka assez connue pour ses shojos mangas notamment Charle, toi et Henry, dont le style de dessins peut faire penser à celui de Riyoko Ikeda. Étant donné qu'elle a la côte dans ses mangas, elle est par conséquent assez riche et possède plusieurs domiciles. Elle est souvent vue avec des lunettes de soleil.
Toru Mizuno ( 水野亨 , Mizuno Tōru )
le mangaka que Norito adore. Même si les couvertures de ses mangas ne sont pas très attirantes, il reste du moins un professionnel du manga sauf son apparence vestimentaire car il porte un short, un T-shirt, emprunte des DVD ou bien fume des cigarettes de mauvaises qualités comme le fait remarquer Fushimi dans le manga. Il travaille en compagnie de trois assistants.
Mutô ( 武藤 , Mutō )
jeune homme charismatique, il est l'imprésario de Toru et va bientôt devenir celui de Norito. Il est vu comme négligent. Quand il sort, il porte toujours un chapeau.
Eichi Sawamura ( 沢村栄一 , Sawamura Eiichi )
un légendaire mangaka qui est décédé dans le manga. Son apparence est semblable à celui de Osamu Tezuka. Selon Rin, le dernier mot qu'il ait écrit dans son agenda avant de mourir était "taurus". Également selon Rin, il était censé être le fruit d'un projet que Norito et Kaito feront sans le savoir et qui seront identique. Taurus semble être également un mystère du manga car toutes les personnes de l'entourage de Rin cherchent la signification.
San-Lou ( サンルー , Sanrū )
une fausse voyante qui arnaque les gens. Malgré son activité d'escroc, elle semble quand même posséder un don de divination.
Yassan ( やっさん , Yassan )
un corbeau de Yata qui apparait toujours dans les rêves de Norito . Il est celui qui suivra toujours Norito et le fera réfléchir. Dans ses rêves, il s'agit d'une personne avec un costume de corbeau qui s'exprime vulgairement. 
Kaori Fushimi ( 伏見かおり , Fushimi Kaori )
la sœur aînée de Norito qui est atteinte de la même maladie de leur mère . Devant abandonner son rêve de chanteuse à cause de sa maladie, elle décidera d'aider Norito, en jugeant par exemple la qualité des dessins ou bien le scénario de ses histoires.

## Manga
Rin est prépublié du 6 décembre 2012 au 6 avril 2016 dans le magazine Monthly Shōnen Magazine, et publié par Kōdansha en un total de 14 tankōbon sortis entre le 20 mai 2015 et le 17 juin 2016,. 
La version française est publiée par Delcourt de mai 2015 à juin 2022,,.

### Liste des volumes
| no | Japonais          | Japonais          | Français          | Français          |
| no | Date de sortie    | ISBN              | Date de sortie    | ISBN              |
| -- | ----------------- | ----------------- | ----------------- | ----------------- |
| 1  | 3 janvier 2013    | 978-4-06-376823-7 | 20 mai 2015       | 978-2-7560-6885-5 |
| 2  | 6 avril 2013      | 978-4-06-376858-9 | 1er juillet 2015  | 978-2-7560-6886-2 |
| 3  | 9 juillet 2013    | 978-4-06-376885-5 | 16 septembre 2015 | 978-2-7560-6887-9 |
| 4  | 12 octobre 2013   | 978-4-06-376920-3 | 4 novembre 2015   | 978-2-7560-6888-6 |
| 5  | 3 janvier 2014    | 978-4-06-376950-0 | 6 janvier 2016    | 978-2-7560-7651-5 |
| 6  | 6 avril 2014      | 978-4-06-377002-5 | 18 mai 2016       | 978-2-7560-7652-2 |
| 7  | 9 juillet 2014    | 978-4-06-377062-9 | 17 août 2016      | 978-2-7560-8279-0 |
| 8  | 12 octobre 2014   | 978-4-06-377102-2 | 30 novembre 2016  | 978-2-7560-8280-6 |
| 9  | 3 janvier 2015    | 978-4-06-377148-0 | 12 avril 2017     | 978-2-7560-8690-3 |
| 10 | 17 juin 2015      | 978-4-06-377208-1 | 28 novembre 2018  | 978-2-7560-8691-0 |
| 11 | 17 septembre 2015 | 978-4-06-377312-5 | 29 mai 2019       | 978-2-413-02033-2 |
| 12 | 17 décembre 2015  | 978-4-06-377366-8 | 17 mars 2021      | 978-2-413-03055-3 |
| 13 | 17 mars 2016      | 978-4-06-377436-8 | 15 juin 2022      | 978-2-41-304841-1 |
| 14 | 17 juin 2016      | 978-4-06-377493-1 | 15 juin 2022      | 978-2-41-304842-8 |

### Édition japonaise
Kōdansha
1. 1 2 3  (ja) « Tome 1 »
2. 1 2 3  (ja) « Tome 14 »
3. 1 2  (ja) « Tome 2 »
4. 1 2  (ja) « Tome 3 »
5. 1 2  (ja) « Tome 4 »
6. 1 2  (ja) « Tome 5 »
7. 1 2  (ja) « Tome 6 »
8. 1 2  (ja) « Tome 7 »
9. 1 2  (ja) « Tome 8 »
10. 1 2  (ja) « Tome 9 »
11. 1 2  (ja) « Tome 10 »
12. 1 2  (ja) « Tome 11 »
13. 1 2  (ja) « Tome 12 »
14. 1 2  (ja) « Tome 13 »

### Édition française
Delcourt
1. 1 2 3  « Tome 1 »
2. 1 2 3  « Tome 14 »
3. 1 2  « Tome 2 »
4. 1 2  « Tome 3 »
5. 1 2  « Tome 4 »
6. 1 2  « Tome 5 »
7. 1 2  « Tome 6 »
8. 1 2  « Tome 7 »
9. 1 2  « Tome 8 »
10. 1 2  « Tome 9 »
11. 1 2  « Tome 10 »
12. 1 2  « Tome 11 »
13. 1 2  « Tome 12 »
14. 1 2  « Tome 13 »